# Infinity Ward

Infinity Ward, Inc. — американська приватна компанія, що спеціалізується на розробці комп'ютерних ігор. Заснована в 2002 році.  Створює ігри для основних ігрових приставок і персональних комп'ютерів. Найважливішим брендом компанії є серія ігор «Call of Duty». 
Команда студії Infinity Ward налічує більше 100 чоловік. Компанія відома перш за все серією тривимірних шутерів від першої особи Call of Duty. 

## Загальний опис
Infinity Ward, Inc. — американська приватна компанія, дочірнє суспільство у складі корпорації Activision Blizzard. Компанія займається розробкою комп'ютерних ігор. Штаб-квартира розташована в районі Лос-Анджелеса Енчіно, штат Каліфорнія. 

## Історія
Компанія Infinity Ward, Inc. була заснована в 2002 році двадцятьма двома колишніми співробітниками компанії 2015, Inc., які брали участь у розробці шутера Medal of Honor: Allied Assault. 
У 2003 році компанія була придбана великим американським видавцем ігор Activision. Найвідомішими спільними проектами компаній є шутери Call of Duty, продані мільйонними тиражами. 
У 2005 році компанія випустила свою першу гру для консолі сьомого покоління Xbox 360 — Call of Duty 2. Гра стала дуже популярною під час запуску цієї консолі, продавшись тиражем більш ніж 250 тисяч екземплярів за перший тиждень. 
Зараз останнім проектом студії є шоста гра серії Call of Duty, Call of Duty: Modern Warfare 2. Гра вийшла 10 листопада 2009 року та 12 листопада 2009 року стала доступна для завантаження через інтернет-сервіс цифрової дистрибуції Steam. Незважаючи на критику деяких аспектів гри і скандал з місією, в якій гравець може стріляти в мирних громадян, гра стала неймовірно успішним комерційним проектом; в перший день продажів було реалізовано понад 4 млн копій. Таким чином вона поставила новий світовий рекорд добових продажів і залишила позаду попереднього лідера - Grand Theft Auto IV. 
У січні 2010 року було оголошено про можливу відмову компанії Infinity Ward від розробки підсерії Modern Warfare. Швидше за все, студія займеться розробкою MMOG під брендом Call of Duty. 

### Березневий конфлікт з Activision
1 березня 2010 року компанія Activision внесла поправки до своєї доповіді для Комісії з цінних паперів та бірж США. Суть цієї поправки полягала в тому, що два старших співробітника Infinity Ward були звільнені з компанії у зв'язку з «порушенням контракту та непокору» (англ. breaches of contract and insubordination). Цими співробітниками виявилися президент, творчий директор і CTO Infinity Ward Джейсон Вест (англ. Jason West) рід. 1977 і голова і один із засновників компанії Вінс Земпелла (англ. Vince Zampella). Пізніше Вест і Земпелла відредагували свої профілі в мережі LinkedIn, в яких підтвердили своє становище. Повідомляється, що зустріч Земпелли, Веста і співробітників Activision сталася 1 березня, після чого в офіс Infinity Ward прибули охоронці від Activision . 
2 березня 2010 року генеральний директор Activision Боббі Котик (англ. Bobby Kotick) відвідав Infinity Ward два рази. Перший раз він спілкувався з керівництвом студії, а вдруге провів конференцію з усіма співробітниками. Результати цих зустрічей пресі не відомі. Пізніше в той же день стала доступна додаткова інформація: CEO компанії Activision Майк Гріффіт (англ. Mike Griffith) підтвердив, що Зампелла та Вест покинули Infinity Ward, але майбутнє серії Call of Duty пов'язано з Infinity Ward, з талантом і експертними знаннями цієї команди. Обов'язки Веста та Земпелли стали тимчасово виконувати Стів Пірс (англ. Steve Pierce) та Стів Акріч (англ. Steve Ackrich) відповідно.
Ще одним підтвердженням цього конфлікту стала заява, зроблена Activision 2 березня про те, що в 2011 у розробкою наступної гри серії Call of Duty буде займатися нова студія — Sledgehammer Games, в 2010 році продовження розробляється студією Treyarch, а набори карт для Call of Duty: Modern Warfare 2 все-таки робить Infinity Ward. 
Відомий геймдизайнер Тім Шафер (англ. Tim Schafer), який раніше судився з Activision, так прокоментував цю ситуацію: «злитися на Activision за такі речі — це те ж саме, що злитися на мавпу, яка кидається лайном. Саме так вони і працюють». 
Ігрова преса припускає, що основна причина виникнення конфлікту полягає в тому, що Activision не виплачує Infinity Ward роялті (грошові відрахування) за вкрай успішний шутер від першої особи Modern Warfare 2. Санкції від Activision настали після того, як керівництво Infinity Ward висловило своє невдоволення. Другий можливою причиною називається той факт, що з часом все більше ігор франчайза «Call of Duty» розробляє не Infinity Ward, яка і виступила проти цього. 
4 березня 2010 року громадськості стало відомо, що Вест та Зампелла подали до суду позов на Activision. У цьому позові вони вимагають Activision виплатити їм не виплачені раніше грошові відрахування, а також вимагають передати їм (Весту та Зампелла) права на управління франчайзом «Modern Warfare». «Замість того, щоб бути вдячними нам, Activision найняла юристів, які зайнялися розслідуванням неіснуючих випадків порушення субординації, а потім просто звільнила нас, — заявив Вест. — Ми були просто шоковані цим. Ми вклали душу та серце в цю компанію, та думаю, що наші ігри говорять самі за себе». 
11 березня 2010 року Джон Шапперт (англ. John Schappert), операційний директор американського видавця та розробника ігор компанії Electronic Arts, виступаючи на Game Developers Conference 2010, заявив, що компанію Electronic Arts і його особисто дуже розчарувало те, як Activision вчинили у відношенні керівників студії Infinity Ward. «Я розчарований, оскільки Джейсон та Вінс за своїми людськими якостями просто чудові хлопці. Я знаю їх особисто, вони роблять великі речі. І я вважаю, що вони найкращі креативні лідери в нашій області. Сподіваюся, вони знайдуть спосіб продовжувати робити гри і зможуть зосередитися на цьому завданні навіть у поточний період », — заявив Шапперт. 
Стало відомо, що 5 квітня 2010 спробував отруїться але був врятований. 
6 травня 2010 року фінансовий директор компанії Activision Томас Тіппл (англ. Thomas Tipple) заявив, що Infinity Ward вже працює над наступною грою в серії Call of Duty. Більше ніяких подробиць повідомлено не було, але було обіцяно, що додаткова інформація буде надана протягом наступного року. У свою чергу генеральний директор компанії Activision Роберт Котик (англ. Robert Kotick) відзначив, що студія Infinity Ward залишається важливою складовою, яка працює над проектом Call of Duty.

### Подальші звільнення
5 квітня 2010 року стало відомо, що Infinity Ward покинули ще два співробітники, що грали важливі ролі при створенні ігор серії Call of Duty: 
- Тодд Альдерман (англ. Todd Alderman) — провідний дизайнер, який відповідав за мультиплєєрную частина Call of Duty, Call of Duty 2, Call of Duty 4: Modern Warfare та Call of Duty: Modern Warfare 2;
- Франческо Гігліотті (англ. Francesco Gigliotti) — провідний інженер розробки.

Подробиць про їх відхід оприлюднено не було, але за інформацією від джерела, близького до студії, Альдерман і Гігліотті були звільнені. 
12 квітня 2010 року з'явилася інформація, що ще два співробітники, які довгий час працювали в студії Infinity Ward, покинули компанію. Це були: 
- Джон Ширінг (англ. Jon Shiring) — програміст, який пропрацював у Infinity Ward 5 років і 11 місяців;
- Макі МакКандліш (англ. Mackey McCandlish) — дизайнер, що провів у стінах Infinity Ward 8 років.

Примітним є наступний факт — Ширінг повідомив про свій відхід у той же день, коли Джейсон Вест (англ. Jason West) та Вінс Земпелла (англ. Vince Zampella) приєдналися до Electronic Arts (конкурент Activision), заснувавши нову студію — Respawn Entertainment. Як з'ясувалося пізніше, він і інші колишні співробітникиInfinity Wardдійсно приєдналися до Respawn Entertainment. 
14 квітня 2010 року з'явилася інформація про те, що ще кілька співробітників покинуло студію Infinity Ward: 
- Стів Фукуда (англ. Steve Fukuda) — провідний дизайнер;
- Зьед Рейк (англ. Zied Reike) — провідний дизайнер;
- Реймі Вінсон (англ. Rayme Vinson) — програміст;
- Брюс Ферріз (англ. Bruce Ferriz) — старший аніматор, пропрацював у студії трохи більше 1 року;
- Кріс Черубіні (англ. Chris Cherubini) — провідний художник-аніматор;
- Марк Грігсбі (англ. Mark Grigsby) — провідний аніматор, пропрацював в студії більш 5 років;
- Джон Пол Мессерлі (англ. John Paul Messerly) — провідний аніматор персонажів, пропрацював у студії більше 8 років;

23 квітня 2010 року стало відомо, що студію покинули ще п'ять співробітників: 
- Мохаммед Алаві (англ. Mohammad Alavi) — старший дизайнер;
- Чед Греньє (англ. Chad Grenier) — старший дизайнер;
- Брент МакЛеод (англ. Brent McLeod) — старший дизайнер;
- Кріс Ламберт (англ. Chris Lambert) — програміст;
- Джейсон МакКорд (англ. Jason McCord) — дизайнер;

27 квітня 2010 року ще десять чоловік пішло зі студії: 
- Джоел Емслі (англ. Joel Emslie) — провідний аніматор персонажів;
- Райан Ластімоза (англ. Ryan Lastimosa) — художник;
- Бред Аллен (англ. Brad Allen) — художник;
- Кейт Белл (англ. Keith Bell) — дизайнер рівнів;
- Чарлі Відерхолд (англ. Charlie Wiederhold) — дизайнер;
- Престон Гленн (англ. Preston Glenn) — дизайнер рівнів;
- Роберт Філд (англ. Robert Field) — провідний програміст;
- Крістін Коттерелл (англ. Kristin Cotterell) — фахівець з підбору персоналу;
- Шон Слейбек (англ. Sean Slayback) — дизайнер, працював у студії півтора року;
- Майк Сил (англ. Mike Seal) — менеджер контролю якості, пропрацював у студії 2 роки;

28 квітня 2010 року в своєму журналі twitter дизайнер Шон Слейбек (англ. Sean Slayback) повідомив, що приєднується до Respawn Entertainment. Днем раніше він повідомив, що залишаєInfinity Wardпісля півтора років, проведених у ній. Майк Сил (англ. Mike Seal) оновив свій профайл в мережі LinkedIn, тепер він керує напрямком контролю якості в Meteor Games LLC. 
7 травня 2010 року генеральний директор компанії Activision Роберт Котик (англ. Robert Kotick) повідомив, що студіюInfinity Wardна той день покинуло 35 людина і можливо найближчим часом ще декілька підуть за тими, хто вже пішов. 
Для відстеження переміщень співробітників Infinity Ward створено регулярно оновлюваний сайт [Архівовано 30 грудня 2020 у Wayback Machine.]. 

### Підсумки конфлікту з Activision
У результаті конфлікту, через якого ключові фігури Infinity Ward покинули студію, 12 квітня 2010 року Джейсон Вест (англ. Jason West) та Вінс Земпелла (англ. Vince Zampella) приєдналися до Electronic Arts (конкурент Activision), заснувавши нову студію — Respawn Entertainment (штаб-квартира студії також знаходиться в місті Енсіно (англ. Encino), штат Каліфорнія). Не було озвучено, іграми якого жанру буде займатися нова студія, але Земпелла, який займає в ній пост генерального менеджера, повідомив, що компанія займеться створенням абсолютно нових ігор. Представники ж Activision трохи пізніше заявили, що відхід Джейсона та Вінса до конкурентів не став для них сюрпризом. Так само представник Activision відзначив, що компанія з нетерпінням чекає продовження роботи з талановитою студією Infinity Ward над новими чудовими проектами. 13 квітня 2010 року з'явилися додаткові подробиці.
- Respawn Entertainment наразі має лише назву, у студії немає ні логотипу, ні офісу.
- Respawn Entertainment буде незалежною студією і не буде належати Electronic Arts;
- Respawn Entertainment не буде залучена в розробку ігор з серії Medal of Honor та Battlefield;
- Чекати якогось результату роботи нової студії слід не раніше кінця 2011 рока, наразі Джейсон Вест (англ. Jason West) та Вінс Земпелла (англ. Vince Zampella) шукають місце для офісу своєї нової компанії — в місті Енсіно (англ. Encino), штат Каліфорнія);
- Ходять чутки, що багато хто з розробників, які раніше працювали з Джейсоном та Вінсом, зовсім не проти приєднатися до Respawn Entertainment;

22 червня 2010 року на сайті студії Infinity Ward з'явилася інформація про набір нових співробітників у штат компанії. 

### Виплати Activision співробітникам Infinity Ward
22 квітня 2010 року стало відомо, що керівництво Activision погоджується виплатити гроші, що належать студії, за продажі гри Call of Duty: Modern Warfare 2. Бонуси, які повинні були дістатися колишнім керівникам Студії Джейсону Весту (англ. Jason West) та Вінсу Земпелле (англ. Vince Zampella), будуть розподілені між співробітниками, залишилися працювати в Infinity Ward. Тобто співробітники, які покинули студію, не отримають нічого з доходу від продажу гри. 

## Співробітники Infinity Ward в Respawn Entertainment
23 квітня 2010 року в профайлах колишніх співробітників Infinity Ward в мережах LinkedIn та Facebook з'явилася інформація про те, що вони приєдналися до нової студії Вінса та Джейсона. У цей час відомо про сім колишніх співробітників Infinity Ward, які тепер знову працюють під управлінням Веста та Земпелли : 
- Джон Ширінг (англ. Jon Shiring);
- Макі МакКандліш (англ. Mackey McCandlish);
- Тодд Альдерман (англ. Todd Alderman);
- Марк Грігсбі (англ. Mark Grigsby);
- Джон Пол Мессерлі (англ. John Paul Messerly);
- Кріс Черубіні (англ. Chris Cherubini);
- Реймі Вінсон (англ. Rayme Vinson);

27 квітня 2010 року до Respawn Entertainment приєдналося ще два колишніх співробітника студіїInfinity Ward: 
- Брент МакЛеод (англ. Brent McLeod);
- Кріс Ламберт (англ. Chris Lambert);

30 квітня 2010 року до Respawn Entertainment приєдналися ще чотири колишніх співробітника студії Infinity Ward: 
- Престон Гленн (англ. Preston Glenn);
- Зьед Рейк (англ. Zied Reike);
- Чед Греньє (англ. Chad Grenier);
- Шон Слейбек (англ. Sean Slayback);

5 травня 2010 року до Respawn Entertainment приєднався ще один колишній співробітник студії Infinity Ward: 
- Крістін Коттерелл (англ. Kristin Cotterell).

## Гральні рушії
У першій грі студії, Call of Duty, використовувався гральний рушій id Tech 3 (Quake 3 Engine) компанії id Software. Згодом рушій був дуже серйозно перероблений для гри Call of Duty 2; в нього була додана підтримка функціоналу DirectX 9 і поліпшені найважливіші візуальні аспекти. Наприклад, додана робота з динамічним освітленням і динамічними тінями, вбудовані різні пост-ефекти обробки зображення (такі як motion blur), рельєфні текстури та інше. Також була проведена оптимізація, що дозволила створювати відкриті локації великого розміру. 
Гра Call of Duty 4 була побудована на поліпшеної версії рушія Call of Duty 2, який, у свою чергу, є вдосконаленим id Tech 3. У рушія, крім інших поліпшень, була додана глибина різко зображуваного простору і High Dynamic Range Rendering. Ігри компанії-партнера Treyarch — Call of Duty: World at War і Quantum of Solace — були також створені на основі модифікованої версії рушія Call of Duty 4. 
У Call of Duty: Modern Warfare 2 використовується модифікований рушій гри Call of Duty 4, що отримав назву IW 4.0 (Infinity Ward 4.0, робоча назва «UE3 IWMod» 12[джерело?]). Рушій підтримує виведення графіки в режимах DirectX 10 і DirectX 9. Рушій став використовувати технологію потокових текстур, що дозволяє створювати більш відкриті і великі рівні. Була проведена серйозна робота зі світлом. Крім того, ще більшу роль грає збройова балістика : враховуються типи поверхні, форми об'єктів, різновиду гранат і т. д. 

## Найбільш значущі гри
| Назва                          | Ігровий рушій                                            | Дата релізу             | Платформи                              | Середні оцінки                             |
| ------------------------------ | -------------------------------------------------------- | ----------------------- | -------------------------------------- | ------------------------------------------ |
| Call of Duty                   | id Tech 3                                                | 30 жовтня 2003 року     | PC, Macintosh, XBLA, PSN               | 91.52% (PC) .                              |
| Call of Duty 2                 | IW Engine - модифікований id Tech 3\|25 жовтня 2005 року | PC, Xbox 360, Macintosh | 87.59% (PC); 89,84% (X360).            |                                            |
| Call of Duty 4: Modern Warfare | IW 3.0 Engine                                            | 6 листопада 2007 року   | PC, PlayStation 3, Xbox 360, Macintosh | 92.56% (PC) ; 93,67% (PS3) ; 94,17% (X360) |
| Call of Duty: Modern Warfare 2 | IW 4.0 Engine                                            | 10 листопада 2009 року  | PC, PlayStation 3, Xbox 360            | 89% (PC) , 95% (X360) , 95% (PS3)          |